# ادمونتون ۹۶۱۹۳
سیارک ۹۶۱۹۳ (به انگلیسی: 96193 Edmonton، نامگذاری:1991TG16) نود و شش هزار و صد و نود و سومین سیارک کشف شده‌است که در ۶ اکتبر ۱۹۹۱ کشف شد.